# Shane Filan
Shane Steven Filan (născut 5 iulie, 1979) este solistul vocal al trupei irlandeze Westlife. Filan este unul din cei patru (înainte cinci) membri originali Westlife, împreună cu ceilalți membri actuali, Kian Egan, Nicky Byrne și Mark Feehily.

## Biografie
Shane s-a născut pe 5 iulie, 1979 ca fiu al lui Peter și Mae Filan, și a crescut în Sligo, un mic orășel situat în nord-vestul Irlandei. Cel mai mic din cei șapte copii, Shane are trei frați și trei surori: Finbarr, Peter Jr, Yvonne, Liam, Denise și Mairead. Părinții săi dețineau un restaurant în Sligo numit Carlton Cafe pe Castle Street iar Shane obișnuia să lucreze acolo ca ospătar încă de la vârstă mică.
Filan a studiat la Summerhill College, o școală catolică, împreună cu Kian Egan și Mark Feehily. Toți trei au jucat într-o variantă a piesei Grease în școala când aveau 12 ani. Hawkswell Theatre a devenit un loc important al carierei lor și, ca mare fan al lui Michael Jackson, Filan a învățat celebrul său dans "moonwalk".

### Cariera muzicală
Înainte de Westlife, Egan și Feehily au fost cu Filan într-o trupă numită IOYOU împreună cu Derrick Lacey, Graham Keighron și Michael "Miggles" Garrett. Timp de 6 luni, mama lui Shane, Mae Filan, a încercat să îl contacteze telefonic pe Louis Walsh (managerul trupei Boyzone). În cele din urmă a reușit să vorbească cu el și să discute despre trupa fiului ei. 3 au fost eliminați iar restul de trei, Shane, Kian și Mark, au început să caute 2 înlocuitori. Li s-au alăturat Nicky Byrne și Brian McFadden pentru a forma Westlife.
Filan, alături de Mark Feehily, este solistul vocal al trupei Westlife. Primul lor album a fost lansat în noiembrie 1999, numit Westlife. Alături de Westlife, Filan a primit 28 de discuri de platină și a vândut 40 de milioane de discuri la nivel mondial.
Filan a fost co-autorul unor piese, alături de ceilalți membri ai trupei, inclusiv:
- Fragile Heart
- Bop Bop Baby
- I Wanna Grow Old With You
- Don't Say It's Too Late
- Love Crime
- How Does It Feel
- Crying Girl
- Reason for Living
- Miss You When I'm Dreaming

### Viața personală
Shane s-a căsătorit cu iubita sa din copilărie, Gillian Walsh (verișoara lui Kian Egan) pe 28 decembrie 2003. Gillian a născut primul lor copil, o fetiță, Nicole Rose, pe 23 iulie 2005, și un băiat, Patrick Michael Filan, pe 15 septembrie 2008.
Lui Shane îi place să joace golf în timpul său liber, dar îi plac și mai mult caii. El și familia sa deține mai mult de 70 de cai și obișnuiesc să concureze la campionate. Toți caii lui Shane se numesc Carlton și altceva (Carlton Flight, Carlton Clover Association of Ireland etc.). Este un mare fan al echipei Manchester United, alături de Nicky Byrne.